# Delitti contro la vita
Nel diritto penale italiano i delitti contro la vita sono disciplinati, insieme ai delitti contro l'incolumità individuale, dal Capo I, Titolo XII (Dei delitti contro la persona), Libro II del codice penale (art. 575 ss. c.p.).

## Collocazione sistematica
La collocazione sistematica dei delitti contro la vita, trattati solo nel penultimo titolo del Libro II, risente dell'impostazione autoritaria del Codice Rocco. Nella classificazione dei reati, il legislatore fascista del 1930 ha infatti adottato una progressione discendente, ponendo al vertice la tutela dello Stato, della comunità e della famiglia, e relegando in secondo piano la tutela della persona oltreché del patrimonio; quest'impostazione è stata poi ribaltata dalla Costituzione repubblicana, che pone la persona umana al centro del sistema di tutela.
Va ricordato in proposito che il Codice Rocco tutela la vita umana anche nel contesto dei delitti contro l'incolumità pubblica (Titolo VI, Libro II). In questo caso, le condotte incriminate (come ad esempio quella del reato di strage) pongono a rischio la vita o l'integrità fisica di un numero indeterminato di individui; per questo motivo, tanto la lesione del bene protetto quanto la sua semplice messa in pericolo dànno vita allo stesso delitto, anche se nel primo caso esso è aggravato.

## Oggettività giuridica
Il bene giuridico tutelato dagli art. 575 ss. c.p. è la vita; un bene che è presupposto indispensabile del godimento di qualsiasi altro bene o diritto, e che viene ritenuto intrinseco alla persona umana. Ciò fa dei delitti contro la vita i classici delitti naturali, incriminati costantemente da tutte le culture giuridiche, a tutela delle «condizioni-base» della società organizzata.

### Concetto e limiti della vita umana
Destinatario della tutela degli art. 575 ss. c.p. è l'essere umano vivente.
Nel concetto di essere umano rientra ormai pacificamente ogni essere generato da una donna, anche nel caso non abbia forma umana (monstrum) o sia gravemente deforme (ostentum). Resta esclusa dalla previsione la vita animale e vegetale, che trova tutela nell'ambito dei delitti contro il patrimonio (art. 638 c.p.) e in quello della protezione della fauna e della flora selvatica (art. 727-bis c.p.).
Con il concetto di vita non interferisce più, come un tempo, il concetto di vitalità; destinatario della tutela è cioè anche l'essere umano non vitale (neonato senza possibilità di sopravvivenza, malato terminale, moribondo).
Se così non fosse, si determinerebbe infatti una discriminazione, vietata dall'art. 3 Cost. Solo alcuni soggetti che rivestono particolari qualifiche ricevono tutela più intensa con la previsione dei delitti speciali degli art. 276 e 295 c.p., poiché l'attentato alla loro vita è al contempo un attentato alla personalità dello Stato.
È controverso il momento iniziale della vita umana, da ricondurre comunque al distacco del feto dall'utero (vita extrauterina). La giurisprudenza della Corte di cassazione accoglie generalmente la tesi secondo cui la vita ha inizio al momento della rottura delle acque, sebbene parte della dottrina italiana, sulla scia di quella tedesca, indichi invece come momento iniziale l'insorgenza dei dolori dovuti alla dilatazione del collo dell'utero.
Alla luce dell'art. 578 c.p. (Infanticidio in condizioni di abbandono materiale e morale) si può affermare in ogni caso che anche il feto durante il parto è tutelato come vita umana, mentre lo stesso non vale per il semplice concepito.
Il momento finale della vita umana, e con essa della tutela penale, è segnato dalla morte, definita dalla L. 578 del 29 dicembre 1993 (art. 1) «cessazione irreversibile di tutte le funzioni dell'encefalo» (morte cerebrale). Il tentativo di «uccisione» del cadavere dà vita a un'ipotesi di omicidio putativo o di reato impossibile; in entrambi i casi ovviamente non è punibile (art. 49 c.p.).

### Aborto
Per quanto sopra osservato, i delitti di aborto non appartengono alla categoria dei reati contro la vita e sono disciplinati dalla L. 194 del 22 maggio 1978 (art. 17 ss.).

### Suicidio ed eutanasia
Il suicidio - o meglio il suo tentativo - non è punibile. Ma le disposizioni degli art. 579 (Omicidio del consenziente), 580 (Istigazione o aiuto al suicidio) e 593 c.p. (Omissione di soccorso, che si applica anche in caso di tentato suicidio) dimostrano che il bene della vita è indisponibile, in linea con la previsione dell'art. 5 c.c.; la vita è dunque tutelata anche contro la volontà dell'individuo.
In tema di eutanasia, comunque, alla luce dei progressi della medicina e della laicizzazione del diritto penale, è aperto fin dagli anni 1980 un ampio dibattito sulla possibilità di riformare la disciplina del codice.

## Singole fattispecie

### Delitti di omicidio
L'omicidio è il delitto naturale per antonomasia. Al pari di un'altra sola fattispecie, l'aborto, questo reato conosce una tripartizione dell'elemento soggettivo dell'illecito penale: l'ordinamento italiano cioè punisce, oltre all'omicidio volontario o doloso (art. 575 c.p.) e all'omicidio colposo (art. 589 c.p.), anche una forma intermedia, l'omicidio preterintenzionale (art. 584 c.p.).
L'omicidio è reato comune, ossia può essere commesso da chiunque. È poi reato a forma libera, ossia realizzabile con modalità non predeterminate e (eccetto il caso dell'omicidio preterintenzionale mediante percosse) anche per omissione. Il tentato omicidio è forma incompiuta del solo omicidio volontario.
Nell'omicidio volontario si possono distinguere diverse intensità del dolo: dolo d'impeto (decisione improvvisa), dolo di proposito (decisione meditata) e premeditazione (decisione maturata con perseveranza). In quest'ultimo caso (art. 577 c.p.) l'omicidio è aggravato.
Un'altra ipotesi aggravata e speciale di omicidio doloso è il parricidio, vale a dire l'omicidio di un parente stretto.

### Figure speciali di omicidio doloso
Sono figure speciali di omicidio volontario:
- l'infanticidio in condizioni di abbandono materiale e morale (art. 578 c.p.), reato proprio della puerpera durante il parto (feticidio) o nelle sue immediatezze;
- l'omicidio del consenziente (art. 579 c.p.), fattispecie caratterizzata dal consenso della vittima;
- l'istigazione o aiuto al suicidio (art. 580 c.p.), ipotesi di concorso di un terzo nell'altrui suicidio consumato o tentato.

### Altre ipotesi
Completano il quadro della disciplina del codice a tutela della vita umana
- la morte come conseguenza di altro delitto (art. 586 c.p.);
- la rissa (art. 588 c.p.), aggravata quando ne deriva la morte di una persona coinvolta;
- i delitti di omessa solidarietà come l'abbandono di minore (art. 591 c.p.) e l'omissione di soccorso (art. 593 c.p.), aggravati quando ne deriva la morte della vittima.